# Orthotrichum cyathiforme
Orthotrichum cyathiforme là một loài Rêu trong họ Orthotrichaceae. Loài này được R. Br. bis mô tả khoa học đầu tiên năm 1895.